# Бобрик (Гадячский район)
Бо́брик (укр. Бобрик) — село,
Бобрикский сельский совет,
Гадячский район,
Полтавская область,
Украина.
Код КОАТУУ — 5320481101. Население по переписи 2001 года составляло 791 человек.
Является административным центром Бобрикского сельского совета, в который, кроме того, входит село
Педоричи.

## Географическое положение
Село Бобрик находится на левом берегу реки Псёл,
ниже по течению на расстоянии в 4,5 км расположено село Веприк,
на противоположном берегу — село Плешивец.
Река в этом месте извилистая, образует лиманы, старицы и заболоченные озёра.

## История
- 1790 — дата основания.

## Экономика
- Птицетоварная ферма.
- ООО «им. Щорса».

## Объекты социальной сферы
- Школа І—ІІ ст.

## Достопримечательности
- Усадебный дом Масюкова — памятник архитектуры национального значения.